# Ermita de Sant Roc de Mont-roig
L'Ermita de Sant Roc de Mont-roig és una capella de Mont-roig, al municipi dels Plans de Sió (Segarra), inclosa a l'Inventari del Patrimoni Arquitectònic de Catalunya.

## Descripció
És una ermita situada al costat del cementiri de Mont-Roig, realitzada amb carreus regulars, en part arrebossada i amb coberta a dues aigües. Com a única obertura trobem la porta d'accés amb arc de mig punt arrebossat posteriorment, on s'accedeix mitjançant una graonada. Presenta la planta d'una sola nau rectangular amb absis recte el qual també està arrebossat.
A banda i banda de la porta hi ha uns seients de pedra que són els mateixos de quan aquest sector era el pòrtic de l'ermita, ja que l'edifici estava dividit en dos sectors gairebé iguals: la capella pròpiament dita i un pòrtic obert i limitat per tres arcs.